# Rostbukig guan
Rostbukig guan (Penelope ochrogaster) är en fågel i familjen trädhöns inom ordningen hönsfåglar. Den är endemisk för Brasilien. Arten är fåtalig och minskar i antal, varför den tas upp på IUCN:s röda lista över hotade arter, kategoriserad som sårbar.

## Utseende och läten
Rostbukig guan är en medelstor (67–77 cm), brunaktig trädhöna. Den är ljusbrun på huvudet, på resten av ovansidan inklusive vingar och stjärt mörkare brun. Undersidan är kastanj- eller rostbrun, mer bjärt på buken. Från övre delen av bröstet till mitten av buken syns vita fläckar, liksom på vingtäckarna. På huvudet kontrasterar vitaktigt ögonbrynsstreck med mörkt ögonstreck som sträcker sig runt örontäckarna och strupen. Den är vidare rödorange på den bara strupen, liksom dröglappen. Övrig bar hud i ansiktet är sotfärgad. Sången har rapporterats vara ett korplikt skri. Varningslätena är hårda och högljudda.

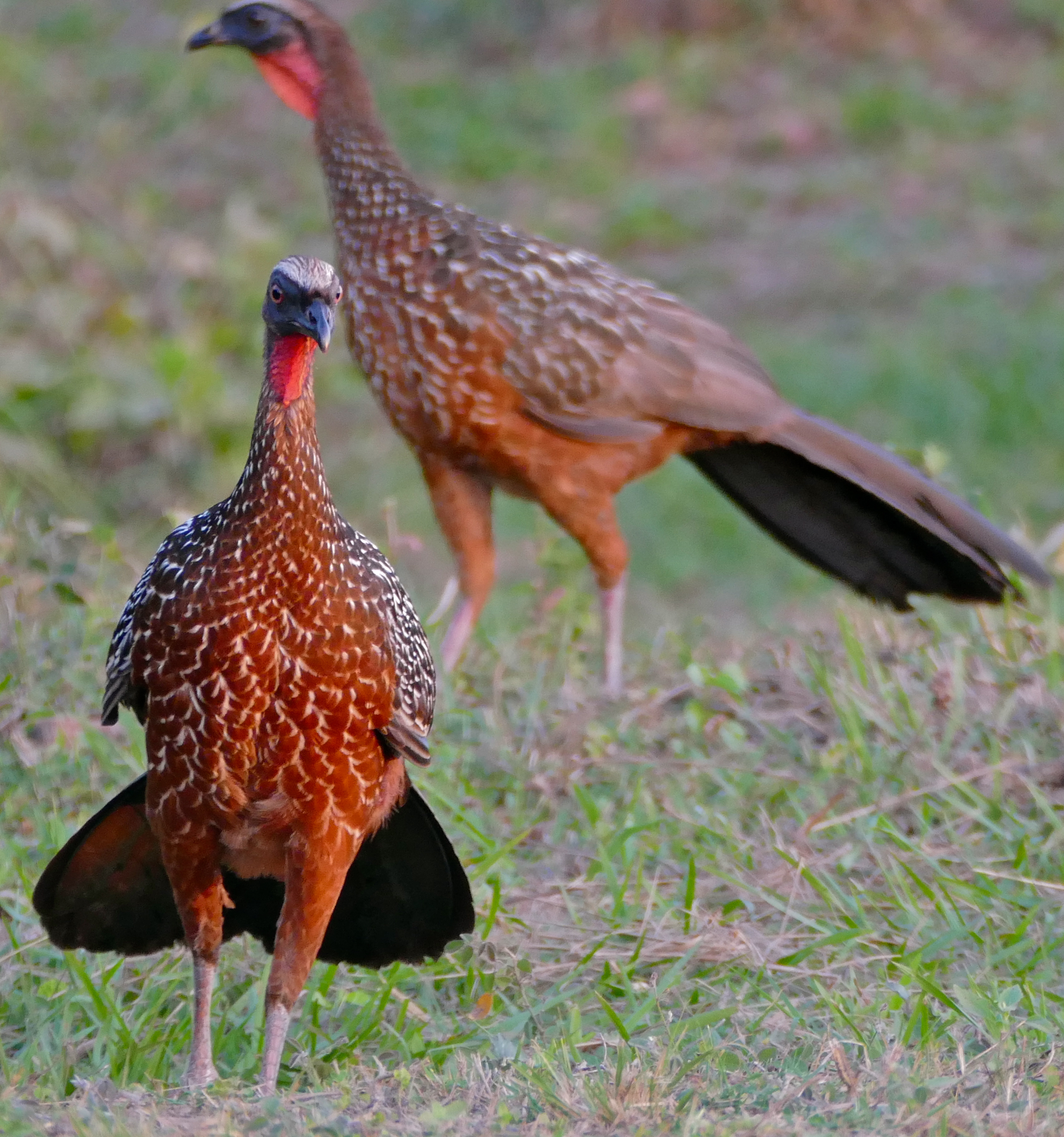

## Utbredning och systematik
Utbredningsområdet är fragmenterat i tre huvudområden, ett i Pantanal, ett i centrala Brasilien och ett utmed floden São Francisco. Den behandlas som monotypisk, det vill säga att den inte delas in i några underarter.

## Levnadssätt
I norra Pantanal bebor arten cordilheira, det vill säga höglänt skog, framför allt delvis lövfällande galleriskog med ett sammanhängande 15–20 meter högt trädtak. Dessa skogar har talrikt med vediga lianer (Sapindaceae och Bignoniaceae), med relativt öppen undervegeation förutom bestånd av bromelior. Den antas livnära sig mestadels på frukt, men är under torrperioden (maj–september) möjligen kraftigt beroende av blommor från träd av släktet Tabebuia.

## Status och hot
IUCN kategoriserar arten som sårbar på grund av den lilla populationen (1 000–2 499 individer) minskar, främst på grund av habitatförlust, men även av jakt.